# Cyclassics Hamburg 2022
De 25e editie van de BEMER Cyclassics vond plaats op 21 augustus 2022, op een parcours van 204,7 kilometer met start en finish in Hamburg. De wedstrijd maakte deel uit van de UCI World Tour. Marco Haller won de wedstrijd voor de eerste keer door de sprint te winnen van Wout van Aert en Quinten Hermans. 

## Deelnemende ploegen
De BEMER Cyclassics is onderdeel van de UCI World Tour. Naast alle World Tour ploegen deden er 3 Pro-Continentale ploegen mee.

## Uitslag
| Plaats  | Naam                 | Ploeg                              | tijd     |
| ------- | -------------------- | ---------------------------------- | -------- |
| Winnaar | Marco Haller         | BORA-hansgrohe                     | 4u37'23" |
| 2       | Wout van Aert        | Team Jumbo-Visma                   | z.t.     |
| 3       | Quinten Hermans      | Intermarché-Wanty-Gobert Matériaux | z.t.     |
| 4       | Jhonatan Narváez     | INEOS Grenadiers                   | z.t.     |
| 5       | Patrick Konrad       | BORA-hansgrohe                     | + 4"     |
| 6       | Jasper Philipsen     | Alpecin-Deceuninck                 | + 9"     |
| 7       | Phil Bauhaus         | Bahrain-Victorious                 | z.t.     |
| 8       | Hugo Hofstetter      | Arkéa Samsic                       | z.t.     |
| 9       | Max Kanter           | Movistar Team                      | z.t.     |
| 10      | Alexander Kristoff   | Intermarché-Wanty-Gobert Matériaux | z.t.     |
| 11      | Edvald Boasson Hagen | TotalEnergies                      | z.t.     |
| 12      | Matteo Trentin       | UAE Team Emirates                  | z.t.     |
| 13      | Luka Mezgec          | Team BikeExchange-Jayco            | z.t.     |
| 14      | Iván García Cortina  | Movistar Team                      | z.t.     |
| 15      | Axel Zingle          | Cofidis                            | z.t.     |
| 16      | Christian Scaroni    | Astana Qazaqstan Team              | z.t.     |
| 17      | Alberto Bettiol      | EF Education-EasyPost              | z.t.     |
| 18      | Bram Welten          | Groupama-FDJ                       | z.t.     |
| 19      | Matis Louvel         | Arkéa Samsic                       | z.t.     |
| 20      | Marijn van den Berg  | EF Education-EasyPost              | z.t.     |

1996 · 
1997 · 
1998 · 
1999 · 
2000 · 
2001 · 
2002 · 
2003 · 
2004 · 
2005 · 
2006 · 
2007 · 
2008 · 
2009 · 
2010 · 
2011 · 
2012 ·
2013 · 
2014 ·  
2015 ·  
2016 ·  
2017 · 
2018 · 
2019 · 
2020 · 
2021 · 
2022 · 
2023 ·
2024 ·
2025
Ronde van de Verenigde Arabische Emiraten ·
Omloop Het Nieuwsblad ·
Strade Bianche ·
Parijs-Nice · 
Tirreno-Adriatico · 
Milaan-San Remo ·
Ronde van Catalonië ·
Driedaagse Brugge-De Panne ·
E3 Saxo Bank Classic ·
Gent-Wevelgem ·
Dwars door Vlaanderen ·
Ronde van Vlaanderen ·
Ronde van het Baskenland ·
Amstel Gold Race ·
Parijs-Roubaix ·
Waalse Pijl ·
Luik-Bastenaken-Luik ·
Ronde van Romandië ·
Eschborn-Frankfurt ·
Ronde van Italië ·
Critérium du Dauphiné ·
Ronde van Zwitserland ·
Ronde van Frankrijk ·
Clásica San Sebastián ·
Ronde van Polen ·
BEMER Cyclassics ·
Bretagne Classic ·
Benelux Tour ·
Ronde van Spanje ·
GP van Quebec · 
GP van Montreal · 
Ronde van Lombardije ·
Ronde van Guangxi ·